# 그늘과 양지
그늘과 양지(Back Street)는 미국에서 제작된 데이비드 밀러 감독의 1961년 드라마 영화이다. 수잔 헤이워드 등이 주연으로 출연하였다.

## 출연

### 주연
- 수잔 헤이워드
- 존 게빈